# ۱۰۱ دلو
۱۰۱ دلو یک ستاره است که در صورت فلکی دلو قرار دارد.